# Břestovec hladký

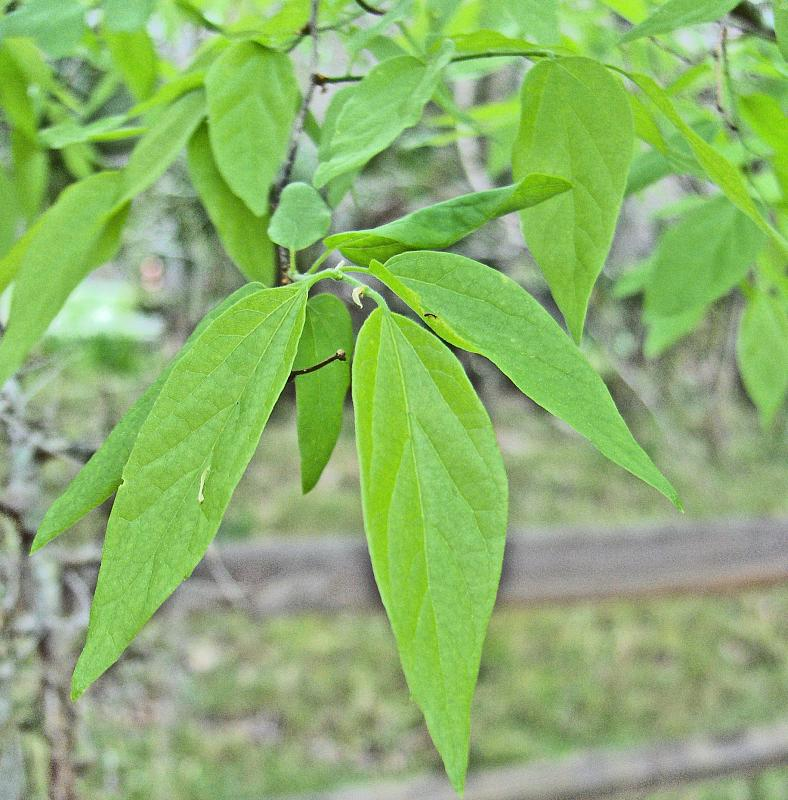
Listy

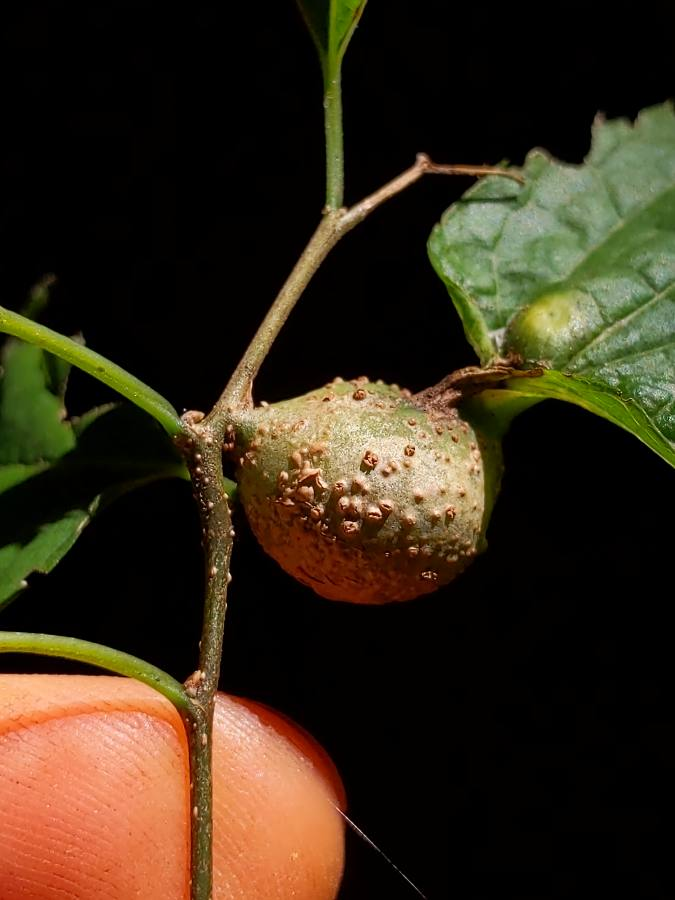
Zralý plod

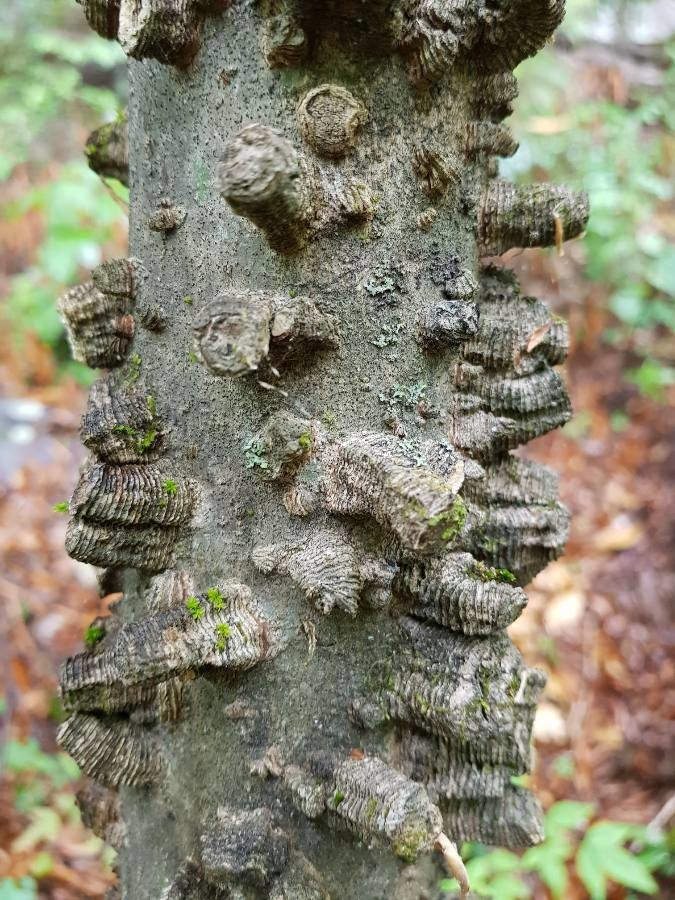
Kůra staršího stromu

Břestovec hladký (Celtis laevigata) je rozložitý listnatý strom dorůstající do maximální výšky 30 m s kmenem o průměru až 1 m; obvyklá výška však bývá do 24 m a šířka do 46 cm. Je původem z východu Severní Ameriky, kde se vyskytuje ve vlhkých lesích na nízko položených plochých pozemcích v údolních nivách. V Česku se běžně nepěstuje, má pouze sbírkový význam, roste např. v Botanické zahradě hlavního města Prahy v Troji.

## Původ
Pochází z jihovýchodní části Spojených států amerických, kde jeho původní výskyt sahá od jihovýchodní Virginie jižním směrem po jih Floridy a na jihozápad do centrálního Texasu, na severozápad po jih Oklahomy a Kansasu a na sever po státy Missouri, Illinois a Indianu. Na východním pobřeží se vyskytuje v Marylandu. Na jih od Spojených států je řidčeji rozšířen v malých populacích podél východního i západního pobřeží po severním a středním Mexiku. Často sdílí společná stanoviště s břestovcem západním a bývá spojován s okolím dolních toků velkých řek. Jen zřídka se vyskytuje v horských oblastech, kde stoupá nejvýše do nadmořské výšky okolo 180 m n. m.

## Ekologie
Roste, s výjimkou dřevin na západě Texasu a Oklahomy, převážně ve vlhkém klimatu. Obvykle je domácí rostlinou na místech, kde se roční srážky pohybují v rozmezí od 500 do 1500 mm a průměrné letní teploty jsou 27 °C s extrémy do 46 °C, kdežto průměrné zimní bývají od -1 po +10 °C s místními občasnými výkyvy do -30 °C. Zprůměrované roční období bez mrazu (vegetační období) se pohybuje v délce od 150 do 270 dnů. Opožděné jarní mrazíky někdy u předčasně vykvetlých stromů zahubí většinu květů a stromy téhož roku téměř neplodí.
Dřevina se vyskytuje ve vlhkých aluviálních lesích, chybí ale na mokrých okrajích bažin. Má sice ráda vlhkost, ale dlouhodobě nesnese vodou silně prosycenou půdu, bez újmy toleruje nejvýše jeden či dva týdny záplav ročně. V lesích domovské oblasti je běžným druhem, roste pomalu, průměrný desetiletý přírůstek průměru kmene se pohybuje jen okolo 4 cm, u dominantních jedinců to bývá 6,5 cm. Má krátkou životnost, nedožívá se více než 150 roků.
Druh není náročný na úživnost půdy, dává ale přednost slunnému stanovišti. Strom často začíná svůj život v hustém podrostu, kde díky silnému stínu roste pomalu a špatně se vyvíjí, jeho kmen pak bývá nerovný a často zdvojený. Avšak v zápoji přibližně stejně starých jedinců roste poměrně rychle, okolí přerůstá a mívá kmen dlouze bezvětvý a rovný. Může se vyskytovat v čistých jednodruhových porostech, ale nejčastěji vyrůstá jako občasný strom v listnatých lesích.
Stromy začínají kvést a tvořit plody ve věku asi 7 let, za optimální dobu pro kvetení a produkci semen je považováno období od 30 po 70 let. Stromy s poškozenou kůrou, například i slabým ohněm, bývají napadány více druhy dřevokazných hub rodů choroš, troudnatec a korálovec, způsobující tzv. bílou hnilobu. Také sníh a led zapříčiňují poškození větví, čímž opět vznikají místa umožňující vstup hnilobným agens. Jsou uváděné rozdílné počty chromozomů 2n = 20, 30 nebo 40.

## Popis
Strom vysoký 10 až 30 m mívá široce kulovitou korunu s převislými větévkami, kmen bývá bezvětvý až do výšky 10 m. Kůra kmene a větví bývá obvykle šedá, v mládí je hladká, později rozpukaná a většinou nápadně bradavičnatá, má korkovité lenticely a ve stáří je nepravidelně odlupčivá. Je poměrně tenká a snadno se poraní i slabým ohněm. Dřevina obvykle mívá kořeny do široka rozprostřené, nevytváří zřetelný kůlový kořen a má proto jen průměrnou odolnost vůči větru.
Listy vyrůstají střídavě na řapících o délce do 1 cm, mají tenké blanité až kožovité čepele, jež bývají dlouhé 5 až 8 cm a široké 3 až 4 cm. Čepele jsou lysé, víceméně asymetrické, mívají tvar elipticky kopinatý až podlouhle vejčitý, u báze jsou široce klínovité až zaoblené, na vrcholu dlouze špičaté a po obvodě bývají většinou celokrajné či mívají jen několik málo zubů. Listy s postranními palisty jsou v průběhu léta světle zelené a na podzim s příchodem chladného počasí žloutnou a opadávají.
Květy jsou poměrně drobné, nazelenalé či nažloutlé a nemají korunní lístky. Rozkvétají v závislosti na zeměpisné šířce od poloviny března do května, obvykle společně s rašením listů. Rostou na stopkách jednotlivě či v malokvětých květenstvích, jež vyrůstají u báze listů na jednoletých větvích od poloviny jara. Na jedné rostlině se vyskytují současně květy samčí i samičí a menší počet oboupohlavných. Samčí vyrůstají ve svazečcích v paždí spodních listů na letorostech, kdežto samičí a oboupohlavné bývají v hořejší části letorostů, jednotlivé květy se objevují porůznu v úžlabí listů. Samčí květy mají v pupenu pět zakřivených tyčinek s prašníky, které se během rozvíjení květu napřimují. Samičí květy mají svrchní jednodílný semeník s jediným vajíčkem a krátkou čnělkou rozštěpenou ve dvě blizny.
Plody se objevují v červenci až srpnu a dozrávající v září a říjnu, jsou to dužnaté peckovice kulovitého až vejčitého tvaru. Ve zralosti jsou oranžové, hnědé či červené, mívají v průměru 5 až 10 mm a visí na stopce dlouhé okolo 10 mm, postupně sesychají a tmavnou. Mají tenkou dužinu okolo jediného semene, asi 6 mm velkého, které je obklopeno kostnatou peckou. Setrvávají na stromech i po opadu listů, často až do poloviny zimy. Udává se, že asi 4400 až 5300 semen váží 1 kg.

## Rozmnožování
Nejčastěji se tento druh rozšiřuje semeny, která se nijak neošetřená vysazují ihned na podzim či počátkem zimy, nebo se stratifikovaná vysévají na jaře do hloubky 6 až 13 mm. Stratifikace se provádí po dobu dvou až tří měsíců ve vlhkém písku při teplotě něco málo nad bodem mrazu. Na jaře vyklíčí a za prvý rok semenáč povyroste do výše 25 až 45 cm, má štíhlý, ale pevný stonek a na vrcholu již často bývá rozvětvený. Sazenice rostou rychle, ale netolerují záplavy.
Strom lze množit i vegetativně podzimním řízkováním. Mnohé pařezy po skácených či pahýly po odumřelých stromech často vypouštějí zárodky nových jedinců, obnovují se z pupenů na kořenovém krčku, stejně jako po poškození požárem. Semena bývají přirozeně po okolí rozptylována zvířaty konzumujícími plody, hlavně ptáky a v místech podél vodních toků i vodou.

## Význam
Dřevo břestovce hladkého je jemně zrnité, zbarveno bývá světle žlutě, je měkké a středně pevné. Převážnou část vytěženého dřeva zpracovávají výrobci nábytku, pro které je výhodou jeho přirozená světlá barva. Výrobky z něho mohou mít světlou až středně hnědou povrchovou úpravu, kterou lze u mnoha jiných dřevin dosáhnout pouze bělením. Zbytek se používá na výrobu dýh a překližek, velkých sudů a rozličných nádob pro potravinářské účely, palet i na topení. Strom bývá občas vysazován v městských obytných čtvrtích podél ulic jako okrasný. Dešťové výluhy z opadaných listů obsahují kyselinu ferulovou, kyselinu kávovou i kyselinu p-kumarovou, které snižují klíčení i následný růst travin pod stromy.
Úrodu plodů, čerstvých i sušených, konzumují divoce žijící zvířata, zejména bažanti, křepelky a tetřevi, krůty i vodní ptactvo, občas také veverky. V zimě okusuje mladé větvičky jelenovitá zvěř. Domorodí Američané používají kůru k léčbě bolestí v krku i onemocnění z nachlazení. Stromy jsou náchylné na poškození ohněm a stejně tak i sněhem a ledem, při kterém se lámou kmeny a větve. Podle IUCN je břestovec hladký, pro svůj široký výskyt a malé současné ohrožení, hodnocen jako málo dotčený taxon (LC).